# Jiří Reinberger
Jiří Emil Reinberger (Brno, Margraviat de Moràvia, 14 d'abril, 1914 - Praga, Txecoslovàquia, 28 de maig, 1977), va ser un organista, expert en orgue, pedagog musical i compositor txecoslovac.

## Vida i obra
Jiří Reinberger era fill del professor de secundària de Brno del mateix nom i de la seva dona Růžena (de soltera Grünwald). Va assistir a l'escola secundària a Holešov de 1925 a 1929 i va aprovar els exàmens d'Abitur a l'escola secundària de Brno el 1933. Com a part d'estudis extraordinaris, ja s'havia llicenciat en orgue al Conservatori de Brno l'any 1932 amb Eduard Tregel. En privat, va aprofundir els seus estudis d'orgue amb Bedřich Antonín Wiedermann a Praga i amb Günther Ramin i Karl Straube a Leipzig. El 1938 es va llicenciar en composició per Vilém Petrželka al Conservatori de Brno. Després va completar els seus coneixements i habilitats al Conservatori de Praga a la classe magistral del compositor Vítězslav Novák, que va completar amb un diploma l'any 1940. El 1945, Reinberger també es va llicenciar en dret a Brno.
Des de febrer de 1945 va ser professor d'orgue al Conservatori de Brno i de 1945 a 1951 al Conservatori de Praga. Des de 1946 va treballar com a professor de música a la facultat de música de l'Acadèmia d'Arts Escèniques de Praga. Allà va ser nomenat professor associat el 1954 i professor el 1964. Entre els nombrosos organistes txecs i estrangers que va formar inclouen Lubina Holanec, Jan Hora, Neva Krasteva, Giedrė Lukšaitė-Mrázková i Václav Rabas. El 1969, va fundar i dirigir classes magistrals internacionals per a orgue a l'acadèmia. També va fer cursos similars a Zuric.
Com a organista clàssic, Reinberger va donar concerts a casa i a l'estranger a partir de 1932 i va aparèixer regularment a gairebé tots els països d'Europa i l'antiga URSS, així com al Canadà i el Japó. Va estrenar composicions de compositors txecs contemporanis, com Alois Hába, Jan Hanuš o Miloslav Kabeláč. A més, la música antiga, especialment la de Johann Sebastian Bach, era un dels seus repertoris preferits.
Per a l'empresa de construcció d'orgues amb seu a Krnov Rieger-Kloss, Reinberger va treballar com a expert i consultor en construcció d'orgues nous tant a Txecoslovàquia com a l'estranger, incloses a Bucarest, El Caire, Moscou (Sala de concerts Txaikovski), Leningrad, Tallin i Toronto. El nou orgue per a la sala de concerts Rudolfinum de Praga es va construir segons el seu disseny. Com a expert en el disseny de nous orgues així com en la reconstrucció d'òrgans històrics, Reinberger, entre altres coses, va dissenyar la disposició de l'orgue electropneumàtic a l'església de Praga de "Sant Martí in der Mauer" i va crear un pla per a la reconstrucció de l'orgue de la congregació Korand de l'Església Evangèlica de Germans de Bohèmia a Pilsen.
Reinberger va participar en la preparació de la sèrie de televisió Varhanní hudba sedmi staletí («Música d'orgue dels set segles») i de la pel·lícula Československé varhany («Orgues a Txecoslovàquia»), contribuint així a la difusió del coneixement sobre l'art de l'orgue. També va escriure el text del llibre il·lustrat Varhany v Československu ("Els òrgans a Txecoslovàquia"). El fet que els concursos internacionals d'orgue es celebressin com a part del festival de la Primavera de Praga de 1958 va ser per iniciativa seva.
El 1964, Reinberger va ser honrat amb el títol d'"Artista Meritós" (en txec: zasloužilý umělec).

L'enciclopèdia Música en el passat i el present li ret homenatge amb les paraules:
| « | "Reinberger va fer una contribució decisiva per garantir que l'orgue pogués establir-se com un instrument de concert complet en un moment en què no era desitjable en concerts públics a Txecoslovàquia a causa del seu ús a les esglésies. Com a intèrpret, professor i assessor especialitzat per a la construcció d'orgues, va obtenir el reconeixement internacional […] i va fundar una moderna escola d'organistes txeques, per la qual es va caracteritzar una interpretació de les obres fidel a les notes i estilísticament adequada." | » |

Jiří Reinberger va morir el 28 de maig de 1977 a Praga als 63 anys.

## Família
El 3 de juliol de 1943, Reinberger es va casar a Brno amb l'estudiant Mařie Mezníková (* 1919), filla del president de Moràvia Jaroslav Mezník (1884–1941). El germà de la seva dona era l'historiador i expert en història medieval de l'Europa central i occidental, Jaroslav Mezník Jr. (1928–2008).

## Composicions (selecció)
- Symphonie in g-Moll (1938)
- Konzert in a-Moll für Orgel und Orchester (1940)
- Konzert Nr. 2 in c-Moll für Orgel und Orchester (1955)
- Symphonie Nr. 2 in f-Moll (1958)
- Konzert für Cello und Orchester (1958)
- Konzert Nr. 3 für Orgel und Streichorchester (1960)

## Discografia (selecció)
- České, moravské a slovenské varhany. 4 LP, Supraphon, Praga 1968 (òrgans txecs, moràus i eslovacs)
- České a moravské barokní varhany. 4 LP, Supraphon, Praga 1974 (orgues barrocs txecs i moràus)
- Pražské varhany. 2 LP, Supraphon, Praga 1969 (orgues Pražské)
- Jan Hanuš: Koncertantní symfonie per varhany, harfu, tympány a smyčce. CD, Supraphon, Praga 2002 (Simfonia de concert per a orgue, arpa, timbals i cordes)
- Nombrosos enregistraments d'obres de J. S. Bach per a Supraphon, inclòs a l'Arp Schnitger|Schnitger orgue a Zwolle (Països Baixos)[3]